# Stedin
Stedin is een regionale Nederlandse netbeheerder die voornamelijk in de Randstad opereert. Het is een overheidsorganisatie, met als aandeelhouders Nederlandse gemeenten en de Nederlandse Staat. Stedin is verantwoordelijk voor het transport van elektriciteit en gas naar circa twee miljoen huishoudens en industriële klanten. Stedin heeft in totaal bijna vier miljoen aansluitingen. Behalve drie van de vier grote steden Den Haag, Utrecht en Rotterdam valt ook de Rotterdamse Haven onder het gebied van de netbeheerder.

## Geschiedenis
Stedin werd in 2017 samen met Joulz afgesplitst van Eneco vanwege de wettelijk verplichte scheiding van netwerk en elektriciteitsproductie. Bij Stedin zijn 2,3 miljoen huishoudens en bedrijven aangesloten in Zuid-Holland, Utrecht en Zeeland.
In september 2023 werd bekend dat de Nederlandse staat aandeelhouder wordt in ruil voor een kapitaalinjectie van € 500 miljoen. Stedin heeft zelf om een kapitaalinjectie gevraagd omdat het verwacht tot 2030 zo'n acht miljard euro nodig te hebben om het netwerk uit te breiden. In december 2023 werd de participatie van de staat gerealiseerd. 
In juni 2017 nam Stedin van de Provinciale Zeeuwse Energie Maatschappij NV (PZEM) alle aandelen over van de Zeeuwse Netwerkholding NV, inclusief alle dochtervennootschappen en deelnemingen waaronder De Netwerkgroep Infra (voorheen DELTA Infra) en de netbeheerder Enduris, samen DELTA Netwerkgroep (DNWG). De overnamesom bedroeg circa € 450 miljoen.
In mei 2018 verkocht Stedin de commerciële activiteiten van energie-infrastructuurbedrijf Joulz Energy Solutions aan Visser & Smit Hanab, een dochterbedrijf van VolkerWessels. De netwerk-activiteiten bleven bij Stedin. Netwerkonderhoudsbedrijf Joulz werd in 2019 voor circa 310 miljoen euro verkocht aan 3i Infrastructure.
Per 1 januari 2022 zijn Stedin en de voormalige netbeheerder voor Zeeland Enduris binnen de Stedin Groep gefuseerd als Stedin Netbeheer.
In maart 2024 zijn er 21 nieuwe aandeelhouders bijgekomen. Dit zijn de provincies Utrecht en Zeeland en verder zeven Utrechtse en twaalf Zeeuwse gemeenten.

## Activiteiten
Stedin Groep is een overheidsorganisatie met als aandeelhouders 61 Nederlandse gemeenten en twee provincies. Anno 2024 waren de vier grootste aandeelhouders van Stedin Groep: Rotterdam (27,7%), Den Haag (14,5%), Staat der Nederlanden (11,8%) en Dordrecht (7,9%).
Binnen de groep is Stedin de onafhankelijke netbeheerder en veruit de grootste activiteit. Stedin beheert het deel van het elektriciteitsnetwerk en het gasnetwerk in haar verzorgingsgebied in de Randstad, de provincies Utrecht en Zeeland en voor een deel in Noord-Holland en Friesland. Stedin is binnen dit gebied verantwoordelijk voor de aanleg, het onderhoud en het beheer van deze transport- en distributienetten voor elektriciteit, gas en warmte. Het telt ruim 2 miljoen particuliere en zakelijke klanten. DNWG Groep beheert het energienet voor zo'n 200.000 Zeeuwse huishoudens en bedrijven. Deze activiteit is sterk gereguleerd met de Autoriteit Consument & Markt (ACM) als toezichthouder.
Binnen de groep voeren NetVerder en DNWG Infra niet-gereguleerde activiteiten uit. Deze activiteiten droegen in 2024 voor slechts 1,3% bĳ aan de omzet van de groep.

### Resultaten
Stedin werd in 2017 afgesplitst van het moederbedrijf Eneco. In 2016 behaalde het een omzet van € 1,2 miljard en de nettowinst € 105 miljoen. In de onderstaande tabel de belangrijkste financiële resultaten van Stedin Groep vanaf 2017. In het resultaat van 2019 zit een winst van € 251 miljoen op de verkoop van Joulz Diensten. Exclusief deze incidentele bate kwam de winst uit op € 74 miljoen. Het resultaat in 2020 werd gedrukt door hogere kosten van TenneT die pas later in de eigen tarieven worden verrekend.
| Jaar | Netto omzet | Netto- resultaat | Inves- teringen | FTE’s (intern, per jaareinde) |
| Jaar | (× miljoen) | (× miljoen)      | (× miljoen)     | FTE’s (intern, per jaareinde) |
| ---- | ----------- | ---------------- | --------------- | ----------------------------- |
| 2017 | € 1194      | € 423            | € 494           | 4488                          |
| 2018 | € 1286      | € 118            | € 607           | 4470                          |
| 2019 | € 1234      | € 325            | € 646           | 4346                          |
| 2020 | € 1229      | € 42             | € 620           | 4276                          |
| 2021 | € 1279      | € 21             | € 687           | 4194                          |
| 2022 | € 1333      | € 44             | € 711           | 4324                          |
| 2023 | € 1770      | € 164            | € 832           | 4874                          |
| 2024 | € 2088      | € 152            | € 1096          | 5471                          |

## Afsplitsing netbeheer
In het kader van de Wet Onafhankelijk Netbeheer (WON) zijn de nutsbedrijven verplicht om per 1 januari 2011 diverse netbeheeractiviteiten af te splitsen in een aparte onderneming, omwille van het groepsverbod in deze wetgeving. Als gevolg van deze splitsingsverplichting heeft binnen Eneco de afsplitsing van het netwerkbedrijf voor een groot deel per 1 juli 2008 plaatsgevonden. Het netwerkbedrijf Eneco NetBeheer kreeg een nieuwe naam, Stedin. Die naam is gebaseerd op de woorden 'stedelijk' en 'dynamiek'.
Op 1 februari 2017 stootte Eneco het netbedrijf Stedin daadwerkelijk af. Stedin heeft een omzet van ongeveer 1 miljard euro, waardoor een kleiner en kwetsbaarder Eneco achterblijft met gascentrales, windparken en duurzame projecten. Stedin Groep bestond toen uit Stedin Netbeheer en het niet-gereguleerde infrabedrijf Joulz. In 2018 nam VolkerWessels Joulz Energy Solutions (JES) over. JES ontwerpt, bouwt en onderhoud complexe infrastructuur en installaties voor midden- en hoogspanning. Het had een jaaromzet van circa 60 miljoen euro en er werken 160 mensen. De gereguleerde activiteiten van Joulz blijven bij Stedin.
Stedin heeft een publieke taak, het beheren van gas- en elektriciteitsnetwerken. Het bedrijf heeft een monopolie en daarom heeft de overheid de Energiekamer van de ACM als toezichthouder aangesteld. De ACM stelt jaarlijks de tarieven vast waarmee Stedin de onkosten voor het netbeheer moet dekken en rendement kan maken op het geïnvesteerde vermogen. Sinds 2018 is Stedin aangemerkt als AED (aanbieder van essentiële diensten) zoals omschreven in de Wbni (Wet beveiliging netwerk- en informatiesystemen) en heeft daardoor een zorg- en een meldplicht op het gebied van cybersecurity voor deze essentiële diensten. De belanghebbende autoriteit hiervoor is het Agentschap Telecom (AT).
Het bedrijf exploiteert ook distributienetten voor CO2, aardwarmte en stoom.

## Projecten

### Zelfherstellend elektriciteitsnet
In juni 2011 nam Stedin de eerste fase van een zichzelf herstellend net in het Rotterdamse Lloydkwartier in gebruik. Met een op afstand bedienbaar elektriciteitsnet wordt de duur van een stroomstoring aanzienlijk ingekort en de impact geminimaliseerd. Van enkele uren storing naar enkele minuten en van enkele duizenden gedupeerde klanten naar slechts een fractie hiervan. 
Het op afstand bedienen van het elektriciteitsnet is de eerste fase van het project, de volgende fase is het maken van het eerste zelfherstellende net. Hierbij wordt bij een stroomstoring het defecte netdeel met behulp van ICT en elektrotechniek automatisch geïsoleerd. Het gezonde deel blijft onder spanning of wordt automatisch weer snel onder spanning gezet. Deze wereldwijde primeur werd in juni 2012 operationeel aan de zuidkant van het Rotterdamse centrum in de zogenoemde Stadsdriehoek.

### Maasvlakte 2
Stedin is actief betrokken bij de ontwikkeling en aanleg van de energiedistributie-infrastructuur op de Tweede Maasvlakte. Waar normaal gesproken elk bedrijf een aparte aansluiting moet aanvragen en laten aanleggen, biedt Stedin een compleet netwerk op Maasvlakte 2 aan. Er worden twee zogenoemde kabelringen aangelegd waarvan bedrijven hun energie kunnen tappen. Voor het 66 kV-net alleen legt Stedin 42 km kabel aan. De noord- en zuidring hebben elk een capaciteit van 140 MVA. Bovendien is het elektriciteitsnet geschikt om door containerschepen te worden gebruikt.

### Power-to-Gas
De Power-to-Gas technologie wordt sinds 2014 door Stedin bij consumenten in Rozenburg, langs de Nieuwe Waterweg, toegepast. Voor hun huishouden krijgen zij gas, dat uit overtollige duurzame elektriciteit is gemaakt. De lokaal geproduceerde elektriciteit uit zonnepanelen of windmolens wordt via elektrolyse omgezet in waterstof. Door het toevoegen van CO2 ontstaat gas met dezelfde eigenschappen als aardgas. Power-to-Gas is een van de alternatieve oplossingen voor energieopslag en kan worden ingezet als er een overschot ontstaat van goedkope duurzame elektriciteit.

## Regio's
Stedin beheert energienetten in de provincie Zuid-Holland, o.a. Delfland, Drechtsteden, Haaglanden, Merwedestreek, Midden-Holland, Rotterdam Rijnmond, Zuid-Hollandse eilanden, de volledige provincie Utrecht en in Amstelland, Kennemerland, en Noordoost-Friesland.
In 2007 zijn de oorspronkelijke regionale netbeheerders in deze regio's, juridisch gefuseerd tot één netwerkbedrijf. Stedin hoort samen met Liander en Enexis bij de drie grote Nederlandse netbeheerders.